# Reunión Americana de Genealogía
La Reunión Americana de Genealogía tiene como misión promover el encuentro, la discusión y la difusión de la Genealogía y la Heráldica (ciencias auxiliares de la Historia), mediante la organización de congresos periódicos que, desde 1961, se vienen celebrando en diversas ciudades tanto de Iberoamérica como de España; ya que convoca tanto a instituciones especializadas (academias, institutos, centros de investigación y sociedades científicas), como a numerosos investigadores y estudiosos de las mismas disciplinas; siendo el tema principal de estudio, la conformación de los grupos familiares que, procedentes de la Península ibérica, han pasado a las tierras del Nuevo Mundo a través del tiempo (y vice-versa); de tal forma, es un evento que promueve los vínculos de unión entre las naciones participantes.
Desde 1961, este evento se han convertido en un foro que es punto de encuentro para el conocimiento de las diversas publicaciones de las materias de estudio, así como de las novedades tanto en el campo de la investigación histórica, como en las nuevas técnicas y herramientas disponibles a los investigadores.

## Historia
La primera Reunión Americana de Genealogía (RAG) se celebró el año de 1961 en la Ciudad de San Juan (Argentina), convocada por un grupo de colegas que compartían la pasión por la investigación genealógica; al paso del tiempo, se generó la idea de invitar a diversas instituciones y personas interesadas en los estudios genealógicos y heráldicos, derivando en actos académicos de mayor participación.
Desde sus comienzos en Argentina, la Reunión Americana de Genealogía ha tenido numerosas sedes a lo largo y ancho del continente americano; y desde su fusión con el Congreso Iberoamericano de las Ciencias Genealógica y Heráldica (CICGH) abrió su ámbito a España y Portugal, ya que, los estudios sobre aquellas materias han experimentado una fuerte expansión en el ámbito académico internacional, como lo demuestra la abundante bibliografía sobre grupos familiares, identificación de blasones y biografías colectivas, siempre sustentadas en una perspectiva histórica.
Actualmente, la RAG y el CICGH son eventos reconocidos tanto por la Confédération Internationale de Généalogie et d'Héraldique como por la Confederación Iberoamericana de ciencias Genealógica y Heráldica; por lo anterior, concurren numerosas instituciones e investigadores no solo de las ciencias genealógica y heráldica, sino también, de diferentes áreas y disciplinas, como lo son documentalistas, archivistas, historiadores del arte, informáticos, y un sinnúmero de interesados en uno de los campos del conocimiento que más seguidores encuentra en la actualidad.
En la última Reunión celebrada en octubre de 2019, en la ciudad de Santo Domingo, República Dominicana, se aprobó la propuesta de la Sociedad de Estudios Genealógicos y Heráldicos de Canarias (SEGEHECA) para ser la próxima sede de la RAG en 2021.

## Lista de sedes de la RAG
- 1961:  Ciudad de San Juan (Argentina), I Reunión Americana de Genealogía
- 1976:  Córdoba (Argentina), II Reunión Americana de Genealogía[3]
- 1978:  Santiago (Chile), III Reunión Americana de Genealogía
- 1986:  Córdoba (Argentina), IV Reunión Americana de Genealogía
- 1992:  Córdoba (Argentina), V Reunión Americana de Genealogía
- 1995:  La Plata (Argentina), VI Reunión Americana de Genealogía
- 1997:  Córdoba (Argentina), VII Reunión Americana de Genealogía
- 1998:  Sucre (Bolivia), VIII Reunión Americana de Genealogía
- 1999:  Montevideo (Uruguay), IX Reunión Americana de Genealogía
- 2000:  San José (Costa Rica), X Reunión Americana de Genealogía[4]
- 2002:  Santiago de Compostela (España), XI Reunión Americana de Genealogía y I CICGH[5]
- 2003:  Sucre (Bolivia), XII Reunión Americana de Genealogía y II CICGH[6]
- 2005:  Antigua Guatemala (Guatemala), XIII Reunión Americana de Genealogía y III CICGH[7]
- 2007:  Lima (Perú), XIV Reunión Americana de Genealogía y IV CICGH[8]
- 2009:  Santo Domingo (República Dominicana), XV Reunión Americana de Genealogía y V CICGH[9]
- 2010:  Morelia (México), XVI Reunión Americana de Genealogía y VI CICGH[10]
- 2011:  Quito (Ecuador), XVII Reunión Americana de Genealogía y VII CICGH[11]
- 2013:  Utah (Estados Unidos), XVIII Reunión Americana de Genealogía y VIII CICGH[12]
- 2015:  Santiago (Chile), XIX Reunión Americana de Genealogía y IX CICGH[13]
- 2017:  Bogotá (Colombia), XX Reunión Americana de Genealogía y X CICGH[14]
- 2019:  Santo Domingo (República Dominicana), XXI Reunión Americana de Genealogía y XI CICGH[15]

- 2022:  Tenerife, Islas Canarias (España), XXII Reunión Americana de Genealogía y XII CICGH
- 2024:  San Juan, Argentina XXIII Reunión Americana de Genealogía y XIII CICGH